# Sestigers
Die Sestigers (afrikaans; deutsch: „Die Sechziger“; auch Beweging van Sestig, „Bewegung von Sechzig“) war in den 1960er Jahren eine avantgardistische Bewegung südafrikanischer Schriftsteller, die auf Afrikaans schrieben.

## Geschichte
In den 1930er Jahren gab es in Südafrika die Bewegung der Dertigers („Dreißiger“), der auf Afrikaans schreibende Dichter wie N. P. van Wyk Louw und Uys Krige angehörten. Die Prosawerke afrikaanssprachiger Autoren waren jedoch lange von einem provinziellen und nicht-konfrontativen Charakter geprägt. Als erstes Buch der Sestigers wird das 1956 erschienene Een-en-twintig von Jan Rabie (1920–2001) angesehen, das 21 surreale Kurzgeschichten enthielt. Die Sestigers gründeten sich 1962 auf Initiative von Chris Barnard (1939–2015), André Brink (1935–2015), Breyten Breytenbach (1939–2024) und Ingrid Jonker (1933–1965).
Zu den gemeinsamen Zielen gehörte die Ablehnung der autoritär regierenden Nasionale Party (NP) und ihrer Politik der Apartheid und damit die Einbeziehung aller Südafrikaner in die afrikaanssprachige Literatur, nicht nur der Buren. Dazu gehörte die Forderung, in den puritanischen Kreisen der Buren gemiedene Themen wie Sexualität und Atheismus zu beschreiben. Das andere wichtige Anliegen war die Öffnung der Literatur für moderne Stilrichtungen, etwa den Surrealismus und den Symbolismus. Die Mehrzahl der Sestigers, etwa Rabie, Brink und Breytenbach, hatten einige Jahre in Frankreich verbracht und dort den Existenzialismus kennengelernt. Breytenbach gehörte faktisch zur Bewegung, erklärte aber, kein Mitglied zu sein. Jonker war zeitweise mit Brink liiert und beging 1965 Suizid.
Von November 1963 bis 1965 erschien vierteljährlich die Literaturzeitschrift Die Sestigers. Sie wurde von Bartho Smit (1924–1986) initiiert und von André Brink herausgegeben und propagierte experimentelle Literatur. Sie war auf eine kurze Erscheinungsdauer ausgerichtet.
Zu den Sestigers gehörten auch Etienne Leroux (1922–1989), Elsa Joubert (1922–2020), Abraham de Vries (* 1937) und Dolf van Niekerk (1929–2022). Einziges nichtweißes Mitglied war der Coloured Adam Small (1936–2016). Nur zweimal trafen alle Mitglieder – ohne Breytenbach – zusammen: zur Premiere der Zeitschrift und zur Entscheidung über die Einstellung der Zeitschrift zwei Jahre später. Breytenbach lebte damals in Paris und nahm eine radikalere Stellung als die übrigen Mitglieder ein.
Die Reaktion eines Großteils der herrschenden NP und der wichtigsten Kirche der Buren, die Niederländisch-reformierte Kirche, war negativ. In Parlamentsdebatten und von den Kanzeln wurden die Autoren wegen ihrer innerhalb der eigenen Bevölkerungsgruppe begangenen Tabubrüche scharf verurteilt. So wurde behauptet, dass die Bücher von Etienne Leroux, die den bis dahin üblichen pastoralen Romanstil parodierten, den Kommunismus propagierten. Mitglieder der Sestigers stellten sich mit ihren Büchern außerhalb großer Teil der burischen Gesellschaft. Sie wurden oft als Verräter oder Kommunisten bezeichnet. Laut Aussagen von Brink teilte die Haltung zu den Sestigers die NP in das verkrampte (konservative) und das verligte (aufgeklärte) Lager, eine Aufteilung, die die NP lange charakterisierte. Ihren Rückhalt hatte die Bewegung vor allem bei jungen Buren. Als Zensurbehörde der Regierung fungierte gemäß dem neu eingeführten Publications and Entertainments Act No. 26 / 1963 das Publications Control Board, das jedoch in den 1960er Jahren noch relativ tolerant war. Dessen Mitglieder erhielten vom Innenminister ihre Berufung. Allerdings fand in den Verlagen bereits eine Zensur statt, so dass Bücher gar nicht gedruckt oder gekürzt wurden. Das erste von der Regierungsbehörde gebannte Buch auf Afrikaans war Brinks 1973 erschienener Roman Kennis van die aand (deutsch als Blick ins Dunkel). Die Bannung von Literatur oder anderen Medienprodukten wurde seit 1956 gezielt praktiziert, hierbei unter Bezugnahme auf den Suppression of Communism Act und den Customs and Excise Act No. 91 / 1964. Zwischen 1956 und 1963 verbot man demzufolge 5.515 Publikationen und 25 andere Werke (z. B. Filme). Der Publications and Entertainments Act wurde 1973 bezüglich der Aufgaben des Publication Control Board geändert. Seit dessen Gründung bis zum August 1974 verbot dieses Aufsichtsgremium 8.728 Publikationen und 78 andere Medienprodukte. Diese Zahlen stellten sich auf Nachfragen von Parlamentsabgeordneten heraus.
Einige der Autoren hatten Eltern, die der autoritär herrschenden Schicht angehörten. Leroux’ Vater Stephanus Petrus le Roux gehörte der NP an und war von 1948 bis 1958 Landwirtschaftsminister, Jonkers Vater Abraham Jonker Parlamentarier der NP und Vorsitzender des Parlamentsausschusses für Zensurgesetze. Brinks Vater war als Landrichter ebenfalls Teil des Apartheid-Systems.
1968 zerfiel die Gruppe, da einige Mitglieder wie Brink und Leroux eine entschiedenere politische Einmischung forderten und andere dies ablehnten.

## Nachwirkungen
Die Mitglieder der Sestigers blieben weiterhin, teilweise bis heute, als Autoren aktiv.
Obwohl 1979 Etienne Leroux für den Roman Magersfontein, o Magersfontein den renommierten Hertzog Prize der South African Academy for the Sciences and Arts erhalten hatte, verließ er anschließend mit seinen ehemaligen Kollegen der Sestigers die Akademie, da der Coloured Adam Small nicht als Mitglied zugelassen werden sollte.
Afrikaans-Schriftsteller der 1980er Jahre werden gelegentlich Tagtigers („Achtziger“) genannt. Als charakteristisches Werk gilt das 1978 erschienene Die Swerfjare van Poppie Nongena von Elsa Joubert, in dem das Schicksal einer Xhosa-Frau im Mittelpunkt steht (deutsch als Der lange Weg der Poppie Nongena).
Im Mai 1994 las der designierte Präsident Nelson Mandela das Gedicht Die Kind von Ingrid Jonker in der englischen Fassung bei der Eröffnungsrede zum ersten von allen Südafrikanern gewählten Parlament. In dem Gedicht geht es um ein schwarzes Kind im Kapstädter Stadtteil Nyanga, das von der Polizei erschossen wurde.

## Werke (Auswahl)
- 1956: Een-en-twintig von Jan Rabie (Gedichte)
- 1962: Lobola vir di lewe von André Brink (Roman)
- 1963: Rook en oker von Ingrid Jonker; darin Die kind, englisch The Child (Gedichte)
- 1964: Sewe dae by die Silbersteins von Etienne Leroux (Roman)
- 1965: Kanna hy kô hystoe von Adam Small (Drama)